# Nathalis
Nathalis es un género de mariposas de la familia Pieridae.

## Descripción
Especie tipo por monotípia Nathalis iole Boisduval, 1836.

## Diversidad
Existen 2 especies reconocidas en el género, ambas tienen distribución neotropical. Al menos 1 especies se han reportado en la región Neártica

## Plantas hospederas
Se alimentan de plantas de las familias Asteraceae, Geraniaceae, Caryophyllaceae, Rubiaceae y Molluginaceae. Las plantas hospederas reportadas incluyen los géneros Bidens, Dyssodia, Erodium, Helenium, Stellaria, Tagetes, Cosmos, Galium, Mollugo, Palafoxia y Thelesperma.